# Elk Point (Dakota Południowa)
Elk Point – miasto w Stanach Zjednoczonych, w stanie Dakota Południowa, w hrabstwie Union.